# پیرمحمد پسر عمر شیخ
پیر محمد میرزا (ح. 1379 - 8 مه 1409) یک شاهزاده تیموری و نوه تیمور، فاتح آسیای میانه، بود. او پسر بزرگ عمر شیخ میرزا بود.
پیر محمد برخلاف بسیاری از نزدیکانش، پس از درگذشت تیمور، ادعای تاج و تخت نکرد. در عوض، او موقعیتی را که قبلاً توسط پدربزرگش به او داده شده بود، تحکیم و حفظ نمود. وی هنگام مبارزات بر سر جانشینی، در سال ۱۴۰۹ توسط سربازان خود ترور شد.

## در دوران تیمور
پیر محمد ح. ۱۳۷۹ میلادی متولد شد و پسر بزرگ عمر شیخ میرزای اول از همسرش، ملکه آغا، شاهزاده خانمی مغولی بود. پدر وی، بزرگترین فرزند از چهار پسر تیمور بود و در سال ۱۳۹۴، وقتی پیر محمد حدود پانزده ساله بود، درگذشت. مادر وی، دختر خان مغولستان، خضر خواجه، بود که با مرگ شیخ، متعاقباً با برادر کوچکتر او، شاهرخ ازدواج کرد.
پیر محمد پس از مرگ پدر، به سِمَت سابق او، به عنوان فرماندار فارس منصوب شد که چند سال قبل توسط تیمور از خاندان مظفریان فارس غضب شده بود. با این حال، به نظر می‌رسد پیر محمد در این مدت خشم پدربزرگ خود را برافروخت و به دلیل سوءظن در رفتارهای بدش توسط تیمور دو بار مجازات شد. شاید به دلیل همین مسائل بود که شاهزاده تصمیم گرفت در جنگ جانشینی پس از مرگ تیمور، موضعی نسبتاً محتاطانه اتخاذ کند.